# コナミデジタルエンタテインメント
株式会社コナミデジタルエンタテインメント（英: Konami Digital Entertainment Co., Ltd.、略称: KDE）は、コナミグループの消費者向けコンピューターゲームやキャラクターグッズの開発・販売や書籍の出版などを行う日本の企業。コンピュータエンターテインメント協会・日本玩具協会正会員、日本レコード協会準会員。

## 概要
コナミグループの再編に伴い誕生した新設子会社で、純粋持株会社となったコナミ（後のコナミホールディングス、現・コナミグループ）の、コンシューマー用ゲーム事業・玩具事業・出版事業をそのまま引き継ぐ形で設立された。
営業活動を行う際のブランドはアルファベット表記の「KONAMI」を使用している。ブランドロゴは、2012年までグループカラーである「コナミレッド」色の枠に白抜きのロゴを使用し、アーケードゲームにも同様の表記を行っていた。2013年以降はコナミスポーツクラブでのみ赤枠ロゴを使用している。

旧ロゴ

## 沿革
- 2006年3月31日 - コナミグループの再編・持株会社制度導入のため、コナミ株式会社がゲームソフト、トイ＆ホビー、アミューズメント、オンライン、マルチメディアの5事業について会社分割（新設分割）を実施し、完全子会社である株式会社コナミデジタルエンタテインメントを設立して、事業承継させる（旧コナミの事業拠点であった東京都港区六本木（六本木ヒルズ森タワー内）に設立）。
- 2007年
  - 4月1日 - コナミの完全子会社である株式会社メガサイバーを吸収合併。
  - 4月9日 - 本社を東京都港区赤坂の東京ミッドタウンに移転。
- 2012年3月1日 - コナミの完全子会社である株式会社ハドソンを吸収合併[3]。
- 2014年
  - 1月1日 - コナミの完全子会社である株式会社デジタルゴルフを吸収合併。
  - 4月1日 - コナミの完全子会社であるコナミマニュファクチャリング＆サービス株式会社を吸収合併。
- 2016年11月1日 - コナミデジタルエンタテインメントの会社分割を実施し、アーケードゲームの企画・製造・販売・貸与部門を株式会社コナミアミューズメントへ吸収分割で移管。同時にコナミデジタルエンタテインメントが加盟していた日本アミューズメントマシン工業協会会員もコナミアミューズメントが承継[4][5][6][7]。
- 2023年2月4日 - 社内にアニメーション映像制作を目的とした新しいスタジオの「KONAMI animation」を設立[8]。

## 事業所
本社
- 東京都中央区銀座1丁目11番1号

東京スタジオ
- 東京都中央区銀座6丁目10番1号 GINZA SIX 12階

大阪スタジオ
- 大阪府大阪市北区梅田1丁目13番1号 大阪梅田ツインタワーズ・サウス 23階

海外現地法人
- Konami Digital Entertainment, Inc.（アメリカ）
- Konami Digital Entertainment B.V.（イギリス）
- Konami Digital Entertainment Limited（香港）

## 事業領域
- ソーシャルコンテンツ、携帯端末向けコンテンツ、オンラインゲーム
- 家庭用ゲームソフト
- カードゲーム
- 玩具・ホビー、音楽・映像ソフト等

## 主な商品・サービス
コナミデジタルエンタテインメント設立以前の、持株会社以前のコナミ及びその子会社・関連会社（現存しない会社を含む）によって開発、または、販売された商品・サービスについて全てに関する諸権利は、全てコナミデジタルエンタテインメントが承継しているが、アーケードゲーム事業に関する全権利並びに資産・負債は前述の通り2016年11月1日付でコナミアミューズメントに承継された。これにより、同日以降にコナミデジタルエンタテインメントが手掛けるデジタルエンタテインメント事業は、ソーシャルコンテンツ、携帯端末向けコンテンツ、オンラインゲーム・家庭用ゲームソフト・カードゲームに特化することになった。
ゲーム作品については、商品パッケージにプロデューサー名が記されている。

## 社内プロダクション
2005年のグループ再編までにはコナミコンピュータエンタテインメントとしてゲーム開発専業の子会社が存在した。それら子会社の中の、特定の作品・シリーズを開発するチームは「社内プロダクション」として独立した権限（広義の社内カンパニー）を与えられ、独自のブランドを構築していたが、ゲームの発売時は、プロダクションがあくまでも名義に過ぎない扱いとなっていた。
子会社がコナミに統合され、更にコナミデジタルエンタテインメントにゲーム事業が移行された後も社内プロダクションのいくつかは存続していた。2016年に小島プロダクションをはじめとした全ての社内プロダクションは事業改編によって解散し、開発機構は全て本部に集約された。

### かつて存在していた社内プロダクション
- バーチャルキッスプロダクション（旧KCE東京、ときめきメモリアルシリーズ）
- メジャーエース（旧KCE大阪、実況ワールドサッカーシリーズ・パーフェクトストライカーシリーズ）
- 小島プロダクション（旧名：小島組、旧KCEジャパン、メタルギアシリーズなど）
- ラブプラスプロダクション（内田明理の作品）
- ベースボールコンテンツプロダクション（旧名：パワプロプロダクション、ダイヤモンドヘッド、旧KCE大阪、実況パワフルプロ野球シリーズなど）
- ウイニングイレブンプロダクション（旧KCE東京）
- ビーマニプロダクション（旧AM機器事業本部・GM機器事業本部、ビートマニアシリーズ）
- beatnationレーベル（ビートマニアシリーズの音楽コンポーザーなどを中心とした社内音楽レーベル）
- ドラコレスタジオ 兼吉プロダクション（ドラゴンコレクションなどWebブラウザ・スマートフォン向けソーシャルゲーム）

## 協賛
- 日本野球機構（NPBパートナー。なお日本選手権シリーズのうち2011年から2013年の大会は、NPBパートナーである当社だけではなく、コナミ本社、並びにコナミグループ全社が協賛した）
- 日本プロサッカーリーグ（Jリーグトップパートナー。2018年より復帰。2002年-2014年までトップパートナー（2011年まではオフィシャルスポンサー）として契約）

## 音楽制作会社
コナミミュージックエンタテインメント（コナミレーベルも参照）

### かつて在籍していた声優
- 國府田マリ子（1994年 - 1999年）
- 野田順子（1999年 - ？）
- 小坂りゆ（2000年 - 2006年）
- 桑島法子（2000年 - 2003年）
- 田村ゆかり（2001年 - 2006年）
- 後藤沙緒里（2005年 - 2008年）
- 福井裕佳梨（2007年 - 2008年）
- 小林ゆう（2007年 - 2008年）
- 片岡あづさ（2007年）